# 橋本良亮
橋本 良亮（はしもと りょうすけ、1993年〈平成5年〉7月15日 - ）は、日本のアイドル、タレント、歌手、俳優。男性アイドルグループ・A.B.C-Zのメンバー。愛称は、はっしー。
千葉県市川市出身。STARTO ENTERTAINMENT所属。

## 来歴
『8時だJ』に夢中になっていた4歳上の姉が五関晃一のファンであり、橋本が小学5年生のときに勝手に履歴書を送られたことで、テレビ番組と連動したオーディションに参加。三次審査で落選するもオーディション時の歌がジャニー喜多川から評価され、ジャニー本人から電話があり、2004年9月8日に12歳でジャニーズ事務所に入所。同じオーディションを受けた同期は山田涼介、深澤辰哉、阿部亮平。入所後はジャニーズJr.内ユニット・J.J.ExpressやTOP3のメンバーとして活動する。
2008年8月29日、『SUMMARY』の特別公演でジャニーズJr.内ユニット・A.B.C.に加入し、A.B.C-Zを結成したことが発表された。
2015年8月、「Sexy Zone A.B.C-Z Summer Paradise in TDC」内で初のソロコンサート「A.B.C-Z Ha"ss"hy★Concert」を開催する。
2021年4月、千葉テレビ『ちば朝ライブ モーニングこんぱす』の金曜パーソナリティに就任。
2021年7月、テレビドラマ『痴情の接吻』で初の単独主演をつとめる。
2022年6月、ミュージカル『スワンキング』でミュージカル初主演を務める。
2024年6月24日、体調不良のため一時活動を休止することを発表。8月14日、休養からの復帰を発表し、2日後の16日にレギュラー出演中の『ちば朝ライブ モーニングこんぱす』生出演でテレビ出演復帰を果たした。

## 人物
A.B.C-Zの最年少メンバーであり、センターを務める。歌が好きで、メインボーカルも担当している。
御朱印集めと神社巡りが趣味。2020年時点で御朱印帳を6冊持っている。また、ハワイが好きで、御朱印を集めるきっかけとなったのもハワイの御朱印帳である。大のパン好き。メスの「ロワ」とオスの「コア」という2匹の愛犬を飼っており、ロワは誕生日がA.B.C-Zのデビュー日であることから運命を感じて飼い始めたというエピソードを持つ。
ジャニーズJr.になりたての頃、姉に出演している番組をチェックされ、下を向いて踊っていたり練習中に少しでも円から出ると、その都度怒られていたという。
左利き。

## 出演
個人での出演のみ記述。グループでの出演はJ.J.Express#出演、TOP3、A.B.C-Z#出演を参照。
※主演作品は太字表記

### テレビドラマ
- スプラウト（2012年7月7日 - 9月29日、日本テレビ） - 滝川直治 役[39]
- BAD BOYS J（2013年4月7日 - 6月23日、日本テレビ）- ヒロ 役[40]
- 癒し屋キリコの約束 第7・8話（2015年8月11・12日、東海テレビ） - 青井春樹 役[41]
- 鉄の骨（2020年4月18日 - 5月16日、WOWOW） - 嶋野一郎 役[42]
- 特捜9 season3 第6話（2020年6月24日、テレビ朝日） - 天野祐介 役[43]
- 痴情の接吻（2021年7月3日 - 2021年9月25日、テレビ朝日・ABCテレビ） - 主演・上条忍 役[44]
- アンラッキーガール! 第6話（2021年11月11日、読売テレビ・日本テレビ） - 志皇秀忠 役[45]
- 神の手（2023年5月15日、テレビ東京） - 中川春樹 役[46]
- 坂の上の赤い屋根（2024年3月3日 - 、WOWOW） - 大渕秀行 役[47]
- 無用庵隠居修行9（2025年9月23日〈予定〉、BS朝日4K） - 乾彦太郎 役[48]

### テレビ番組
- デルサタ（2016年5月21日 - 2021年3月20日[49]、メ～テレ） - デルサタファミリー（準レギュラー）[50]
- ちば朝ライブ モーニングこんぱす（2021年4月2日 - 、千葉テレビ放送） - 金曜メインパーソナリティ[2]
- 市町村てくてく散歩（2021年5月7日[51] - 、千葉テレビ放送） - 旅人[52]
- サタデーファンキーズ（2022年4月2日 - 、岩手めんこいテレビ） - 河合・塚田と週替わりMC[53]
- A.B.C-Z 橋本良亮&塚田僚一 男ふたりの冒険旅in八丈島（2025年7月4日 - 、日テレプラス）[54]

### Web配信
- はしごのみ（2025年7月15日 - 配信、ニコニコチャンネルプラス）[55]

### 映画
- 劇場版 BAD BOYS J -最後に守るもの-（2013年11月9日公開、ショウゲート） - ヒロ 役[56]
- 決算! 忠臣蔵（2019年11月22日公開、松竹） - 武林唯七 役[57]

### 舞台
- ルードウィヒ・B 〜ベートーヴェン歓喜のうた〜（2014年11月27日 - 12月6日、東京国際フォーラム / 12月11日 - 14日 シアターBRAVA!） - 主演・ルードウィヒ・ヴァン・ベートーヴェン 役[58]
- コインロッカー・ベイビーズ（2016年6月4日 - 19日、赤坂ACTシアター） - 主演・ハシ 役（河合郁人とW主演）[59]
  - コインロッカー・ベイビーズ（2018年7月11日 - 29日、赤坂ACTシアター / 8月11・12日、豊中市立文化芸術センター･大ホール / 8月18・19日、 オーバード･ホール） - 主演・キク/ハシ 役 ※Wキャスト（河合郁人とW主演）[60]
- デストラップ（英語版）（2017年7月7日 - 23日、東京芸術劇場プレイハウス / 7月26日、静岡市民文化会館中ホール / 8月1日、刈谷市総合文化センター大ホール / 8月3日 - 6日、兵庫県立芸術文化センター阪急中ホール） - クリフォード・アンダーソン 役[61]
- 『蜜蜂と遠雷』リーディング・オーケストラコンサート〜コトダマの音楽会〜（2018年1月5日・6日、Bunkamuraオーチャードホール / 1月27日・28日、森ノ宮ピロティホール） - 主演・風間塵 役[62]
- 良い子はみんなご褒美がもらえる（英語版）（2019年4月20日 - 5月8日、赤坂ACTシアター / 5月11日・12日、フェスティバルホール） - 主演・アレクサンドル・イワノフ 役（堤真一とW主演）[63]
- 音楽朗読劇『日本文学の旅』（2020年7月9日 - 22日、よみうり大手町ホール）- 主演・司書 役[64]（新納慎也とW主演[65]）
- 『ピース』-peace or piece?-（2021年7月15日 - 18日、サンケイホールブリーゼ / 7月28日 - 8月8日、紀伊國屋サザンシアター） - 主演・レンジョウ 役[66]
- ネクスト・トゥ・ノーマル（2022年3月25日 - 4月16日、シアタークリエ / 4月23・24日、兵庫県立芸術文化センター阪急中ホール / 4月29日、日本特殊陶業市民会館ビレッジホール） - ヘンリー 役（大久保祥太郎とWキャスト）[67][68]
- スワンキング（2022年6月8日 - 17日、東京国際フォーラム / 7月1日 - 3日、オリックス劇場 / 7月9・10日、刈谷市総合文化センター アイリス 大ホール / 7月17・18日、キャナルシティ劇場） -  主演・ルートヴィヒ2世 役[27][69]
- 音楽劇『逃げろ！』〜モーツァルトの台本作者 ロレンツォ・ダ・ポンテ〜（2023年2月10日 - 12日、キャナルシティ劇場 / 2月17日 - 19日、梅田芸術劇場 シアター・ドラマシティ / 2月21日 - 3月1日、新国立劇場 中劇場） - 主演・ロレンツォ・ダ・ポンテ 役[70]
- 音楽劇『ブンとフン』（2023年6月15日 - 23日、よみうり大手町ホール）[注 1] - 主演・フン 役[73]
- 近松忠臣蔵（2025年5月30日 - 6月15日、IMM THEATER / 6月20日 - 22日、COOL JAPAN PARK OSAKA TTホール） - 近松門左衛門 役[74]
- 音楽劇『謎解きはディナーのあとで』（2025年9月9日 - 23日〈予定〉、日本青年館ホール / 9月27日 - 10月1日〈予定〉、SkyシアターMBS） - 風祭京一郎 役[75]

### ラジオ
- 花ラジちば（2022年4月8日 - 2024年3月[76]・2025年4月[76] - 、NHK-FM〔NHK千葉放送局〕） - 月1ゲストMC[77][78]

### CM
- 日清食品「日清レンジSpa王」（2009年） ※滝沢秀明らと共演[79]

### コンサート
- Sexy Zone A.B.C-Z Summer Paradise in TDC「A.B.C-Z Ha"ss"hy★Concert」（2015年8月23日 - 24日、東京ドームシティホール）[17]
- Johnnys' Summer Paradise 2016「ハシツアーズ 〜もうかわいいなんて言わせない〜」（2016年7月30日 - 8月1日・8月27日・8月28日[80]、東京ドームシティホール）[81]
- Johnnys' Summer Paradise 2017「橋本ソロ充観とく？〜りょうちゃんとぱ☆り☆ぴ☆〜」（2017年8月24日 - 29日[82]、東京ドームシティホール）[83]

### 雑誌
- 日之出出版『Fine』（2022年12月号 - 2024年7月号） - レギュラーモデル[84][85]
- ホーム社『Duet』「Hassy's BEAT」（2023年5月号 - ）[86][87]

## 作品
| 曲名             | 作詞                                   | 作曲                                              | JASRAC作品コード | 名義                      | 収録 |
| ---------------- | -------------------------------------- | ------------------------------------------------- | ---------------- | ------------------------- | --- |
| Stay with me♡    | 橋本良亮                               | Kiyo Leven ジョーイ・カルボーン                   | 211-1793-4       | A.B.C-Z 橋本良亮          | アルバム『A.B.Sea Market』 - 橋本ソロ |
| Crazy about you  | NaNa★MUSiC                             | NaNa★MUSiC                                        | 715-3844-5       | A.B.C-Z 橋本良亮          | アルバム『ABC STAR LINE』 - 橋本ソロ |
| Love To Love You | MiNE                                   | MiNE Atsushi Shimada Tommy Clint                  | 715-3844-5       | A.B.C-Z 橋本良亮          | アルバム『5 Performer-Z』 - 橋本ソロ |
| Get up!          | Komei Kobayashi MiNE Christofer Erixon | ジョセフ・メリン                                  | 1L8-8342-9       | A.B.C-Z 橋本良亮 五関晃一 | アルバム『VS 5』〈通常盤〉 - 橋本vs五関 |
| CALLING ME       | YUI Mugino                             | AILI 和田昌哉                                     | 269-7033-3       | A.B.C-Z 橋本良亮          | アルバム『BEST OF A.B.C-Z』〈初回限定盤B〉 - 橋本ソロ |
| 浮遊             | 白井裕紀 新美香                        | Henrik Nordenback Christian Fast Jes Meinertz Byg |                  |                           | アルバム『F.O.R-変わりゆく時代の中で、輝く君と踊りたい。』 - 橋本ソロ |
| 秘密の愛         | 橋本良亮                               | 橋本良亮                                          | 212-8390-7       | 橋本良亮                  | シングル『Reboot!!!』〈初回限定5周年Anniversary盤〉DVD Disc.2 - 橋本ソロ DVD『A.B.C-Z 5Stars 5Years Tour』〈初回限定盤〉DVD Disc.3 - 橋本ソロ |
| DANCE!           | 春和文                                 | CLINT TOMMY                                       | 1G0-4622-0       | 橋本良亮                  | DVD『Summer Concert 2014 A.B.C-Z★"Legend"』 - 橋本ソロ ングル『Reboot!!!』〈初回限定5周年Anniversary盤〉DVD Disc.2 - 橋本ソロ |
| hazy love        | 橋本良亮                               | 吉田シゲロウ 藤末樹                               | 221-8262-4       | 橋本良亮 A.B.C-Z          | シングル『Reboot!!!』〈初回限定5周年Anniversary盤〉DVD Disc.2 - 橋本ソロ DVD『A.B.C-Z 5Stars 5Years Tour』〈初回限定盤〉DVD Disc.3 - 橋本ソロ |
| One by One       | SHUSUI                                 | SHUSUI ENGBLOM STEFAN KARL HENRIK BELLINDER AXEL  | 1D8-4105-3       | A.B.C-Z 橋本良亮          | DVD『Johnny's Dome Theater〜SUMMARY2012〜 A.B.C-Z』- 橋本ソロ DVD『A.B.C-Z 2013 Twinkle×2 Star Tour』 - 橋本ソロ シングル『Reboot!!!』〈初回限定5周年Anniversary盤〉DVD Disc.2 - 橋本ソロ DVD『A.B.C-Z 5Stars 5Years Tour』〈初回限定盤〉DVD Disc.3 - 橋本ソロ |
| 恋               | 橋本良亮                               | 橋本良亮                                          | 204-3629-7       | A.B.C-Z                   | シングル『Reboot!!!』〈初回限定5周年Anniversary盤〉DVD Disc.2 - 橋本ソロ DVD『A.B.C-Z 5Stars 5Years Tour』〈初回限定盤〉DVD Disc.3 - 橋本ソロ |
| リンネ           | 橋本良亮                               | 戸塚祥太                                          | 501-6005-2       | A.B.C-Z                   | アルバム『Going with Zephyr』〈初回限定盤B〉 |